# 康津無為寺極樂寶殿
34°44′20″N 126°41′12″E / 34.738812°N 126.686727°E
康津無爲寺極樂寶殿（韓語：강진 무위사 극락보전）為一棟朝鮮王朝時期（西元1392－1897年）的佛教殿宇，位於韓國全羅南道康津郡，建於朝鮮世宗十二年（西元1430年），距今有超過五百年的歷史。康津無爲寺極樂寶殿在1962年12月被列為韓國國寶第13號。

## 簡介
康津無爲寺位於康津郡城田面。據說最初於新羅真平王三十九年（西元617年）創建，當時稱為觀音寺，後該寺衰微。憲康王元年（西元875年）由道詵（827－898）再度設立，改稱葛屋寺。朝鮮明宗十年（西元1555年）改為目前之名稱「無爲寺」。

### 結構與殿內文物
無爲寺極樂寶殿建於朝鮮世宗十二年（西元1430年），建築格局為面三間、側三間，屋頂採懸山式屋頂，由側面看為人字形，採用柱心包的斗拱結構作為支撐。相對於高麗王朝（西元918－1392年）後期建築多採用曲線裝飾，此建築大量採用直線裝飾，呈現簡潔的美感、並保持均衡的結構，為朝鮮王朝初期代表性的木造建築之一。
殿內有數件珍貴文物，包括一件韓國國寶（阿彌陀如來三尊壁畫，韓國國寶第313號），以及三件韓國寶物（阿彌陀如來三尊坐像，韓國寶物第1312號；白衣觀音圖，韓國寶物第1314號；以及內壁四面壁畫，韓國寶物第1315號）。其中，阿彌陀如來三尊壁畫創作朝鮮成宗七年（西元1476年），於原本是列為韓國寶物（第1313號），於2009年9月升級為韓國國寶，編號為韓國國寶第313號。

### 逸事
傳說，在極樂寶殿修建完畢，僧侶舉行百日祈禱之時，來了一位老僧，毛遂自薦願意繪寶殿內的壁畫，他並向方丈表示49日之內不可讓人進入寶殿內，方丈便答應了。到了第49日當天，方丈感覺寶殿內沒有任何動靜，於是他就從窗縫向內窺探，結果不見老僧蹤影，卻見到一隻青鳥叼著毛筆，正專心在畫觀音菩薩的眼睛。青鳥察覺有人窺探，一驚之下就飛走了，因此現在殿內的壁畫上，觀音菩薩的眼睛是沒有瞳孔的。

## 圖集

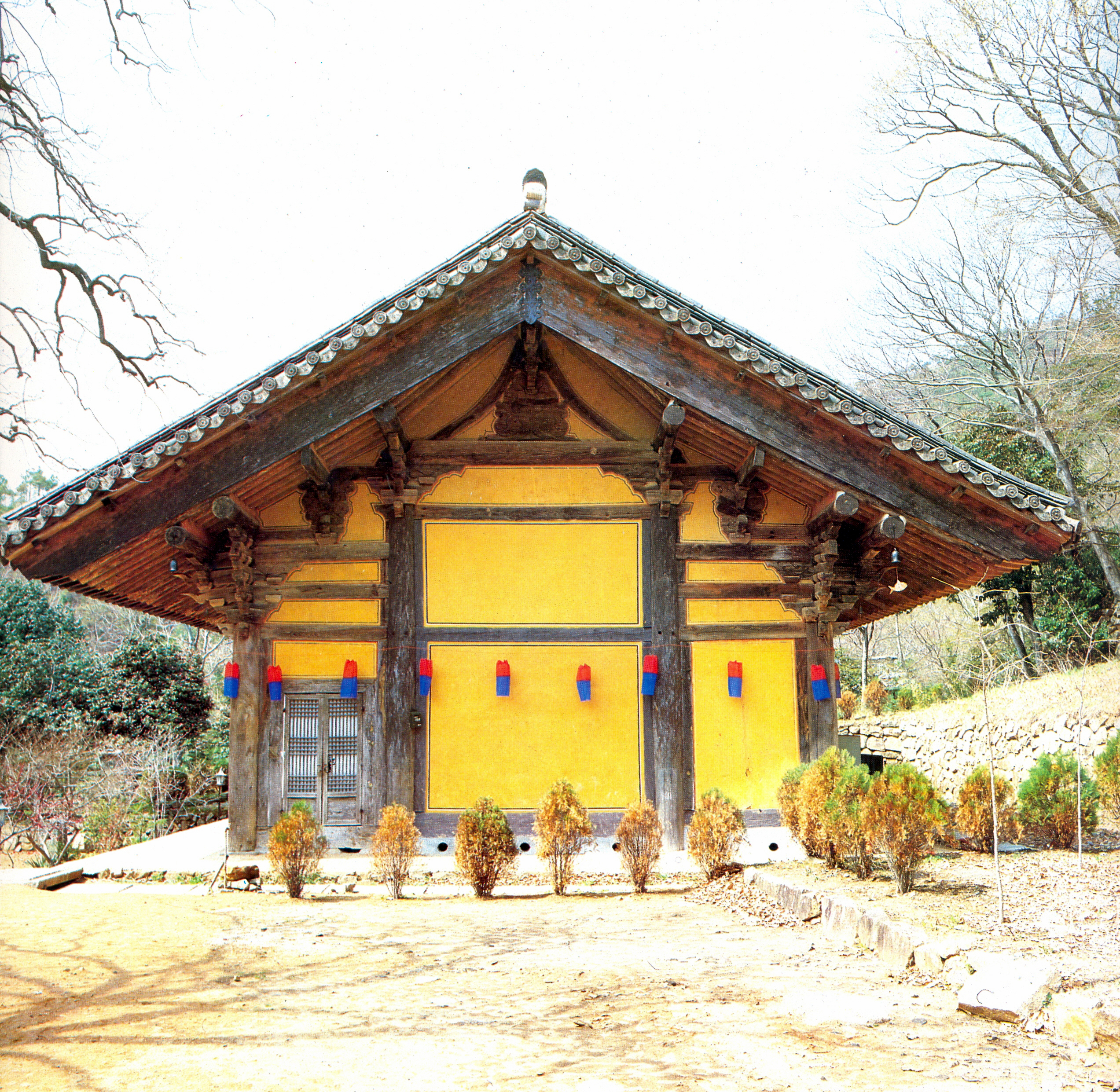
無爲寺極樂寶殿側面
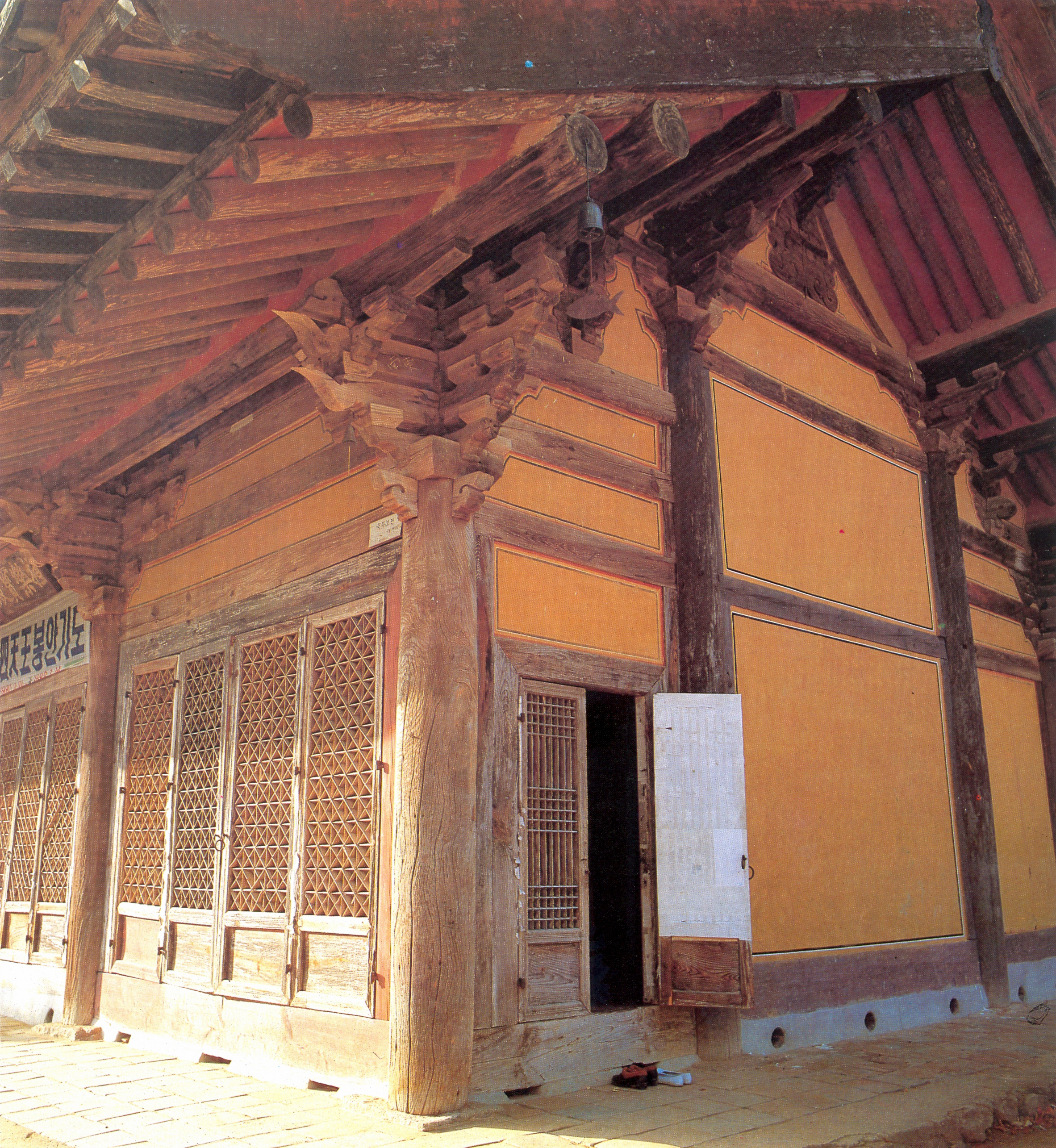
極樂寶殿屋簷下
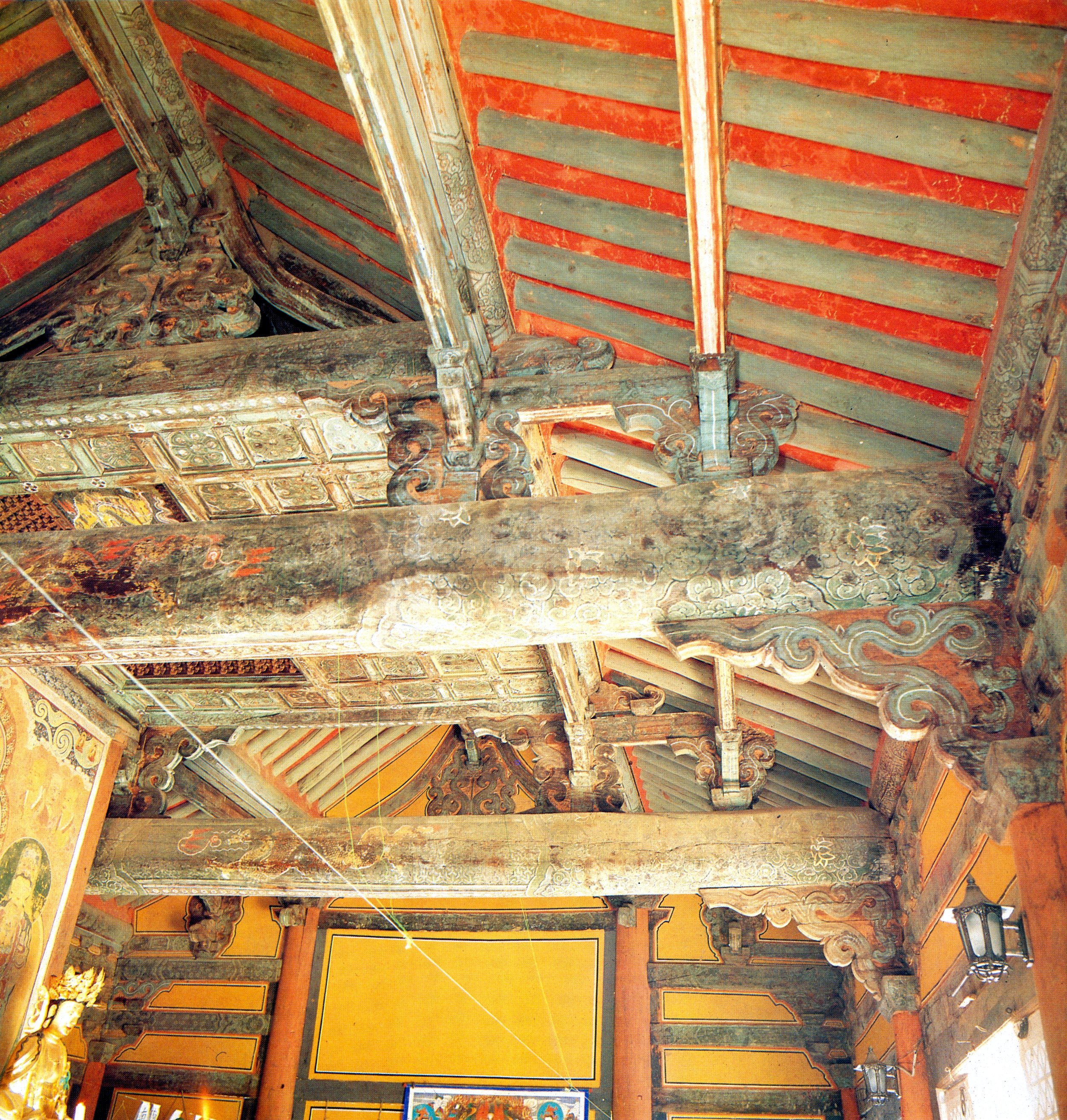
極樂寶殿屋頂
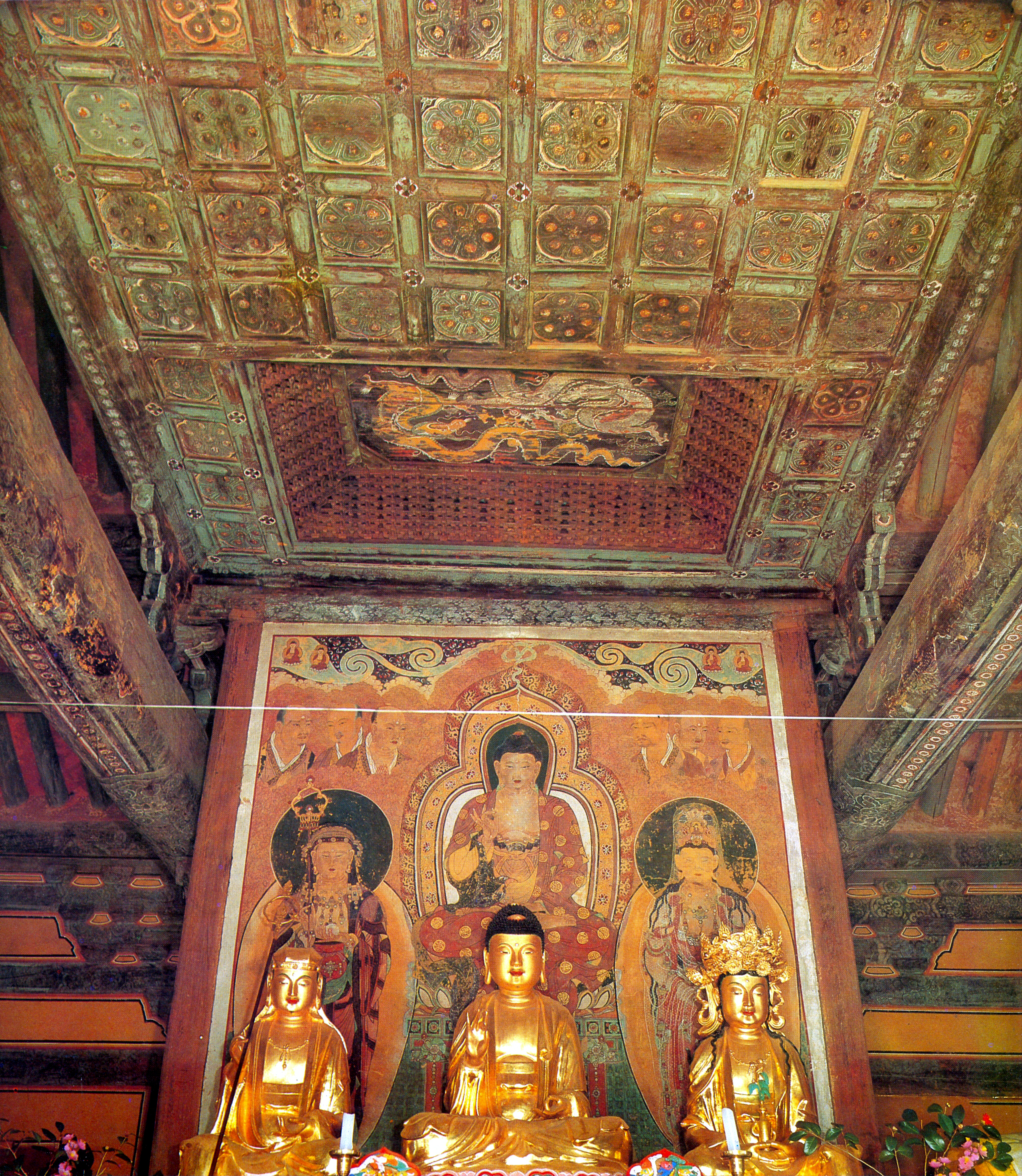
殿內三尊坐像與壁畫（坐像為韓國寶物第1312號，其後方的壁畫為韓國國寶第313號）
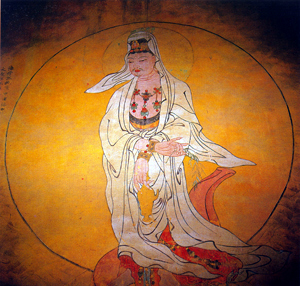
殿內白衣觀音像（韓國寶物第1314號）

## 外部連結
- 康津無爲寺官方網站 （页面存档备份，存于）